# Verbascum kermanense
Verbascum kermanense är en flenörtsväxtart som beskrevs av Hub.-mor.. Verbascum kermanense ingår i släktet kungsljus, och familjen flenörtsväxter. Inga underarter finns listade i Catalogue of Life.